# Badara Sène
Badara Sène (ur. 19 listopada 1984 w Dakarze) – senegalski piłkarz występujący na pozycji pomocnika. Od 2015 jest zawodnikiem klubu FC Porrentruy.

## Kariera klubowa
Sène zawodową karierę rozpoczynał w 2002 roku w rezerwach francuskiego FC Sochaux-Montbéliard B. W 2006 roku został włączony do jego pierwszej drużyny. W Ligue 1 zadebiutował 4 stycznia 2006 w przegranym 1:3 meczu z Paris Saint-Germain, w którym strzelił także gola. Latem 2008 roku został wypożyczony do drugoligowego En Avant Guingamp. W 2009 roku powrócił do Sochaux, jednak w sierpniu 2009 wypożyczono go do Le Mans UC 72, również grającego w Ligue 1. Pierwszy ligowy mecz w jego barwach zaliczył 26 września 2009 przeciwko RC Lens (3:0). W 2010 roku wrócił do Sochaux.
| Sezon   | Klub                     | Kraj       | Rozgrywki             | Mecze | Bramki | Rozgrywki Europy | Mecze | Bramki |
| ------- | ------------------------ | ---------- | --------------------- | ----- | ------ | ---------------- | ----- | ------ |
| 2005/06 | FC Sochaux-Montbéliard   | Francja    | Ligue 1               | 3     | 1      | –                | –     | –      |
| 2006/07 | FC Sochaux-Montbéliard   | Francja    | Ligue 1               | 25    | 2      | –                | –     | –      |
| 2007/08 | FC Sochaux-Montbéliard   | Francja    | Ligue 1               | 13    | 0      | Liga Europy UEFA | 1     | 0      |
| 2008/09 | FC Sochaux-Montbéliard   | Francja    | Ligue 1               | 0     | 0      | –                | –     | –      |
| 2008/09 | En Avant Guingamp (wyp.) | Francja    | Ligue 2               | 30    | 0      | –                | –     | –      |
| 2009/10 | Le Mans UC 72 (wyp.)     | Francja    | Ligue 1               | 5     | 0      | –                | –     | –      |
| 2010/11 | FC Sochaux-Montbéliard   | Francja    | Ligue 1               | 0     | 0      | –                | –     | –      |
| 2011/12 | FC Alle                  | Szwajcaria | 2. Liga               | ?     | ?      | –                | –     | –      |
| 2012/13 | SR Delémont              | Szwajcaria | 1. Liga Promotion     | 10    | 3      | –                | –     | –      |
| 2012/13 | FC Laufen                | Szwajcaria | 1. Liga Promotion     | 8     | 3      | –                | –     | –      |
| 2013    | US Sainte-Marienne       | Reunion    | Première Division     | ?     | ?      | –                | –     | –      |
| 2014/15 | AS Belfort Sud           | Francja    | DH Franche-Comté      | ?     | ?      | –                | –     | –      |
| 2015/16 | FC Porrentruy            | Szwajcaria | 2. Liga International | 8     | 1      | –                | –     | –      |
| 2016/17 | FC Porrentruy            | Szwajcaria | 2. Liga Bern/Jura     | ?     | ?      | –                | –     | –      |
| 2017/18 | FC Porrentruy            | Szwajcaria | 3. Liga               | ?     | ?      | –                | –     | –      |

## Kariera reprezentacyjna
W reprezentacji Senegalu Sène zadebiutował 7 lutego 2007 w wygranym 2:1 towarzyskim meczu z Beninem.